# Baziliu Poruțiu
Baziliu Poruțiu (n. 2 ianuarie 1878, Ceanu Mic, județul Cluj – d. 30 decembrie 1945, Cluj, județul Cluj) a fost un deputat în Marea Adunare Națională de la Alba Iulia, organismul legislativ reprezentativ al „tuturor românilor din Transilvania, Banat și Țara Ungurească”, cel care a adoptat hotărârea privind Unirea Transilvaniei cu România, la 1 decembrie 1918 :p. 90 .

## Biografie
A urmat Școala normală din Blaj, devenind după absolvire învățător și cantor bisericesc. După anul 1919 devine director la Școala normală nr. 4 din Cluj, iar din 15 octombrie 1923 a fost numit revizor școlar în fostul județ Cojocna :p. 90.

## Activitatea politică
Ca deputat în Adunarea Națională din 1 decembrie 1918 a fost delegat al Reuniunii Învățătorilor Români din districtul Cojocna :p. 90.